# Was mir behagt, ist nur die muntre Jagd

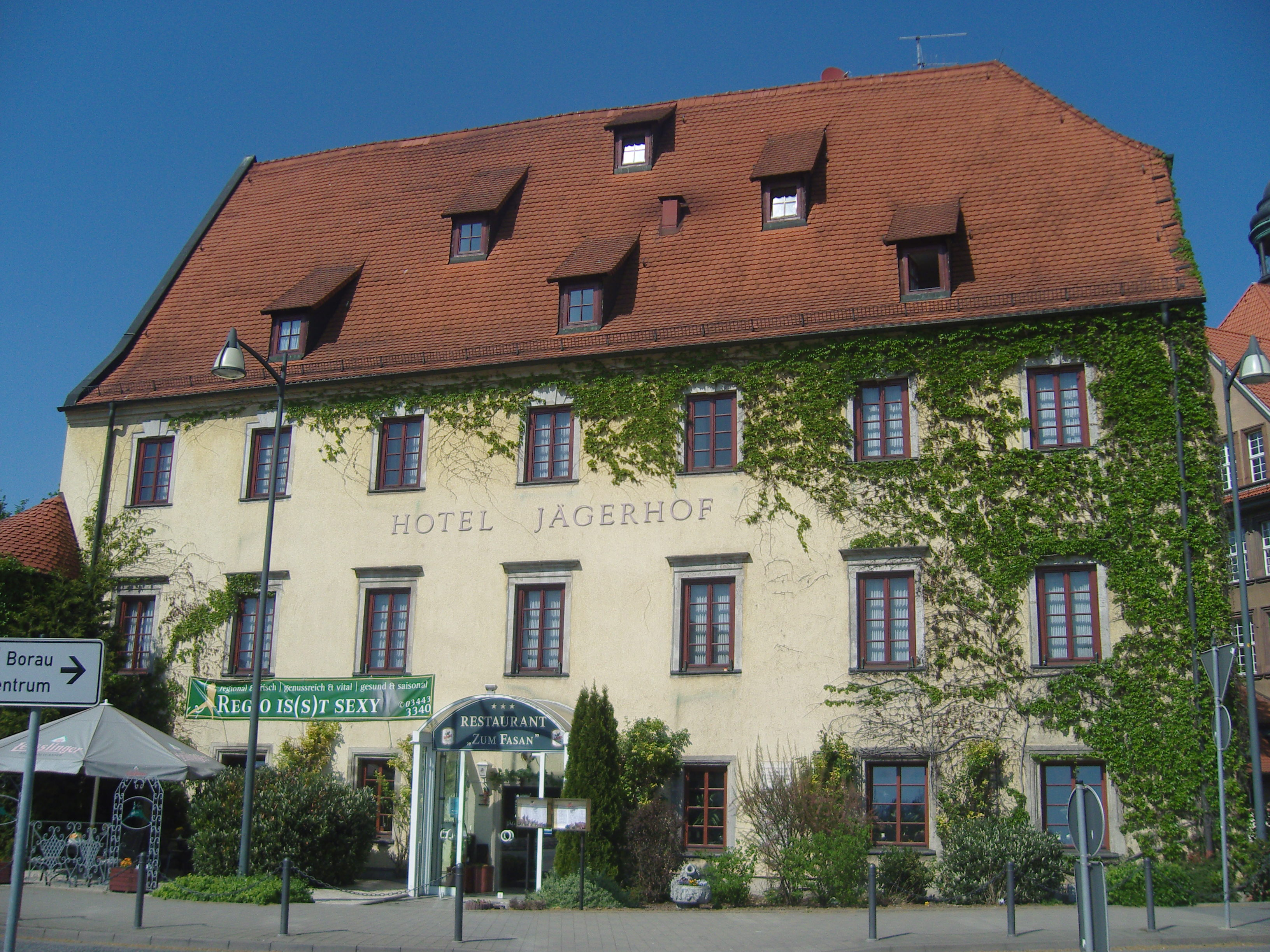
Le Jägerhof, lieu de la première exécution.

Was mir behagt, ist nur die muntre Jagd, (Mon seul plaisir est la joie de la chasse) (BWV 208), aussi connue sous le nom de « cantate de la chasse », est une cantate profane, la première connue, de Johann Sebastian Bach composée à Weimar en 1713.

## Histoire et livret
Bach composa cette cantate à l'occasion du trente et unième anniversaire du duc Christian de Saxe-Weissenfels, le 23 février 1713. C'est une musique de banquet jouée dans la soirée après une grande journée de chasse du duc qui avait invité le duc Wilhelm Ernst de Saxe-Weimar, dans le Jägerhof à Weißenfels.
La quatrième aria, « Schafe können sicher weiden » est peut-être la partie la plus célèbre de cette cantate dont la durée d'exécution est d'environ 40 minutes. La pièce a été jouée de nouveau le 19 avril 1716 à Weimar, à nouveau le 23 février 1729 à Weißenfels en présence de Bach et enfin plusieurs 3 août, pour la fête du souverain, à Leipzig. Pour cette dernière occurrence la cantate fut légèrement modifiée mais la musique est perdue ; c'est la cantate BWV 208a. 
Le texte est de Salomon Franck. Le poète se réfère à la mythologie classique : Diane, la déesse de la chasse (soprano), Endymion (ténor), Pan (basse) et Palès (soprano) louent les princes chrétiens.

## Structure et instrumentation
La cantate est écrite pour deux cors de chasse, deux hautbois, taille (hautbois da caccia), basson, deux flûtes à bec, deux violons, alto, violoncelle et basse continue (violone grosso) avec quatre solistes (deux soprano, ténor, basse). L'existence d'un chœur n'est pas explicitement prévue.
Il y a quinze mouvements :
1. récitatif (soprano) : Was mir behagt, ist nur die muntre Jagd!
2. aria (soprano) : Jagen ist die Lust der Götter
3. récitatif (ténor) : Wie, schonste Gottin? wie?
4. aria (ténor) : Willst du dich nicht mehr ergetzen
5. récitatif (soprano, ténor) : Ich liebe dich zwar noch!
6. récitatif (basse) : Ich, der ich sonst ein Gott
7. aria (basse) : Ein Fürst ist seines Landes Pan
8. récitatif (soprano) : Soll denn der Pales Opfer hier das letzte sein?
9. aria (soprano) : Schafe können sicher weiden
10. récitatif (soprano) : So stimmt mit ein und lasst des Tages Lust volkommen sein
11. choral : Lebe, Sonne dieser Erden
12. aria (soprano, ténor) : Entzücket uns beide, ihr Strahlen der Freude
13. aria (soprano) : Weil die wollenreichen Heerden
14. aria (basse) : Ihr Felder und Auen
15. choral : Ihr lieblichste Blicke, ihr freudige Stunden

## À noter
Il s'agit de la plus ancienne des cantates profanes de Bach que l'on connaisse. C'est également la première œuvre connue de Bach pour grand orchestre et la première indication de la coopération entre le compositeur et le poète Salomon Franck. La cantate se compose d'une succession de 15 récitatifs, arias et chœurs plutôt courts, conçus pour être relativement libres, c'est-à-dire qui souvent ne correspondent pas aux formes habituelles de l'époque. Le caractère de chasse de la musique est souligné par l'utilisation de deux cors tandis que les flûtes à bec qui accompagnent Palès illustrent son côté pastoral.